# علی مؤمن
علی مؤمن‌پور (زاده ١٣٣٢ در قم) سیاستمدار اصولگرا و نماینده استان تهران در مجلس خبرگان رهبری و برادر محمد مؤمن، نماینده پیشین قم در مجلس خبرگان رهبری است.وی از اعضای جامعه مدرسین حوزه علمیه قم می باشد.